# 南川润楠
南川润楠（学名：Machilus nanchuanensis），为樟科润楠属下的一个种。

## 扩展阅读
維基物種上的相關：南川润楠